# WizTheMc
WizTheMc, pseudonimo di Sanele Sydow (Città del Capo, 4 gennaio 1999), è un rapper, produttore discografico e cantautore sudafricano naturalizzato tedesco, residente a Toronto, in Canada.
È conosciuto principalmente per il singolo For A Minute, che ha raggiunto oltre 60 milioni di stream su Spotify.

## Biografia
Sanele Sydow nasce nel 1999 a Città del Capo, in Sudafrica. Quando ha appena due anni, la sua famiglia emigra a Luneburgo, in Germania, dove cresce.
Nel 2015, con alcuni amici, forma un collettivo musicale chiamato "NO HOMES". Il gruppo resta attivo per due anni prima di separarsi. Nel 2017, Sanele si trasferisce a Toronto per intraprendere una carriera da solista e comincia a scrivere canzoni.
Nel 2018 Sanele pubblica Backin Toronto, il suo album d'esordio. Il suo secondo lavoro è Blessings in Disguise, ed esce nello stesso anno. Il terzo album, in studio, Growing Teeth, viene pubblicato nel gennaio 2020. Il suo singolo di maggior successo, For A Minute, uscito nel giugno 2020, appare nella serie televisiva Grey's Anatomy e nel film He's All That del 2021, distribuito da Netflix in Italia.

## Discografia

### Album
- 2018 – Backin Toronto
- 2018 – Blessings in Disguise
- 2020 – Growing Teeth

### EP
- 2018 – Spring
- 2018 – Cape Town '18
- 2019 – Birthtape
- 2019 – Your Valentine
- 2019 – Nothing Bigger Than Little Things
- 2020 – What About Now
- 2022 – Where Silence Feels Good

### Raccolte
- 2021 – Headliners: WizTheMc

### Singoli
- 2018 – Promises
- 2018 – Dreams
- 2018 – Leave
- 2018 – Date
- 2018 – Other Side
- 2018 – No Money on My Card
- 2019 – Know
- 2019 – Decide
- 2019 – MilkinMyCoffee
- 2019 – Goodtime
- 2019 – Mission
- 2019 – Upset
- 2019 – Call
- 2019 – One Way
- 2019 – Becoming
- 2019 – Autumn
- 2019 – Sign
- 2019 – Do What I Want
- 2019 – R.O.O.T.
- 2019 – On My Mind
- 2020 – Patience (Live)
- 2021 – World Is Fucked
- 2021 – Catch Me
- 2022 – When I Get Lonely

## Tournée

### Artista d'apertura
- 2022 – Highway Tour (Kid Bloom)
- 2022/23 – Conditions of a Punk World Tour (Half Alive)

### Festival
- 2022 – Osheaga Festival[4]